# W (Unix)
A w parancs, amely sok Unix-alapú operációs rendszerben jelen van, részletes kiírást ad az összes bejelentkezett felhasználóról. Megjelenik a felhasználó neve, az, hogy mikor jelentkezett be, és milyen folyamatai vannak elindítva. A w parancs több más parancs kombinációja, a who, uptime, és a ps -a parancsok felhasználása.
Mintakimenet (ez persze különböző Unix-változatokban egy kicsit más lehet):
```
$ w
 11:12am up 608 day(s), 19:56,  6 users,  load average: 0.36, 0.36, 0.37
User     tty       login@  idle  what
smithj   pts/5      8:52am       w
jonesm   pts/23    20Apr06    28 -bash
harry    pts/18     9:01am     9 pine
peterb   pts/19    21Apr06       emacs -nw html/index.html
janetmcq pts/8     10:12am 3days -csh
singh    pts/12    16Apr06  5:29 /usr/bin/perl -w perl/test/program.pl

```